# Златимир Йочев
Златимир Йочев е водещ на сутрешния блок „Тази сутрин“ по bTV заедно с Мария Цънцарова.

## Биография
Роден е на 3 октомври 1985 г. в Хасково. Учи в Руската гимназия в родния си град. След това завършва журналистика и магистратура по организационно управление в Софийския университет „Св. Климент Охридски“. Работил е като журналист и телевизионен водещ в Българската национална телевизия, България Он Еър, BiT. 
От 1 март 2021 г. е водещ на сутрешния блок на Би Ти Ви „Тази сутрин“.
Член е на Съюза на българските журналисти от 2015 г., хоноруван преподавател по новини и актуална публицистика в Нов български университет. Три пъти е избиран за водещ на годината в Bulgaria ON AIR, а през 2017 г. е отличен и от Синдиката на българските учители с приза „Журналист на годината“.
През месец декември 2022 г. е отличен с грамота от конкурса „Сърце и слово срещу наркотиците“ в памет на ирландската журналистка Вероника Герин.